# František Vodsloň
František Vodsloň (16. března 1906 Praha – 5. května 2002 Praha) byl český a československý poúnorový politik Komunistické strany Československa, poslanec Národního shromáždění ČSR, Národního shromáždění ČSSR a Sněmovny lidu Federálního shromáždění, který po invazi vojsk Varšavské smlouvy do Československa patřil mezi jediné čtyři poslance parlamentu, kteří hlasovali proti přijetí smlouvy o dočasném pobytu sovětských vojsk na území ČSSR. Za normalizace byl činný v disentu a signatář Charty 77.

## Biografie
Do KSČ vstoupil v roce 1928. Za druhé světové války se zapojil do domácího odboje. V roce 1940 byl zatčen, odsouzen k trestu smrti za velezradu Říše, později vězněn v káznici v Bayreuthu.
Po válce zastával četné stranické a státní funkce. Roku 1948 se uvádí jako zemědělský tajemník KSČ, bytem Praha. VIII. sjezd KSČ ho zvolil náhradníkem Ústředního výboru Komunistické strany Československa. IX. sjezd KSČ ho ve funkci náhradníka potvrdil. Členem ÚV KSČ se stal na celostátní konferenci KSČ v prosinci 1952. Ve funkci člena ÚV KSČ ho pak potvrdil X. sjezd KSČ, XI. sjezd KSČ, XII. sjezd KSČ a XIII. sjezd KSČ a také Vysočanský sjezd KSČ po srpnové okupaci v roce 1968. V letech 1953 – 1957 byl předsedou Krajského národního výboru v Praze. V letech 1957 – 1967 předsedou ÚV ČSTV a současně Československého olympijského výboru.
Ve volbách do Národního shromáždění roku 1948 byl zvolen do Národního shromáždění za KSČ ve volebním kraji Praha-venkov. V parlamentu zasedal do konce funkčního období, tedy do voleb do Národního shromáždění roku 1954. Znovu se v nejvyšším zákonodárném sboru objevil po volbách v roce 1960 (nyní již jako poslanec Národního shromáždění ČSSR za Jihomoravský kraj, podílel se na projednání ústavy ČSSR v roce 1960). Mandát získal i ve volbách v roce 1964. V Národním shromáždění zasedal až do konce jeho funkčního období v roce 1968.
V říjnu 1968 patřil po invazi vojsk Varšavské smlouvy do Československa mezi čtyři poslance parlamentu, kteří hlasovali proti přijetí smlouvy o dočasném pobytu sovětských vojsk na území ČSSR.
Po federalizaci Československa ještě usedl roku 1969 do Sněmovny lidu Federálního shromáždění. 16. října 1969 byl ale zbaven poslaneckého mandátu. Musel opustit všechny veřejné funkce a již 30. května 1969 byl vyloučen z KSČ. Za normalizace byl aktivní v disentu a patřil mezi signatáře Charty 77.